# Boulemane

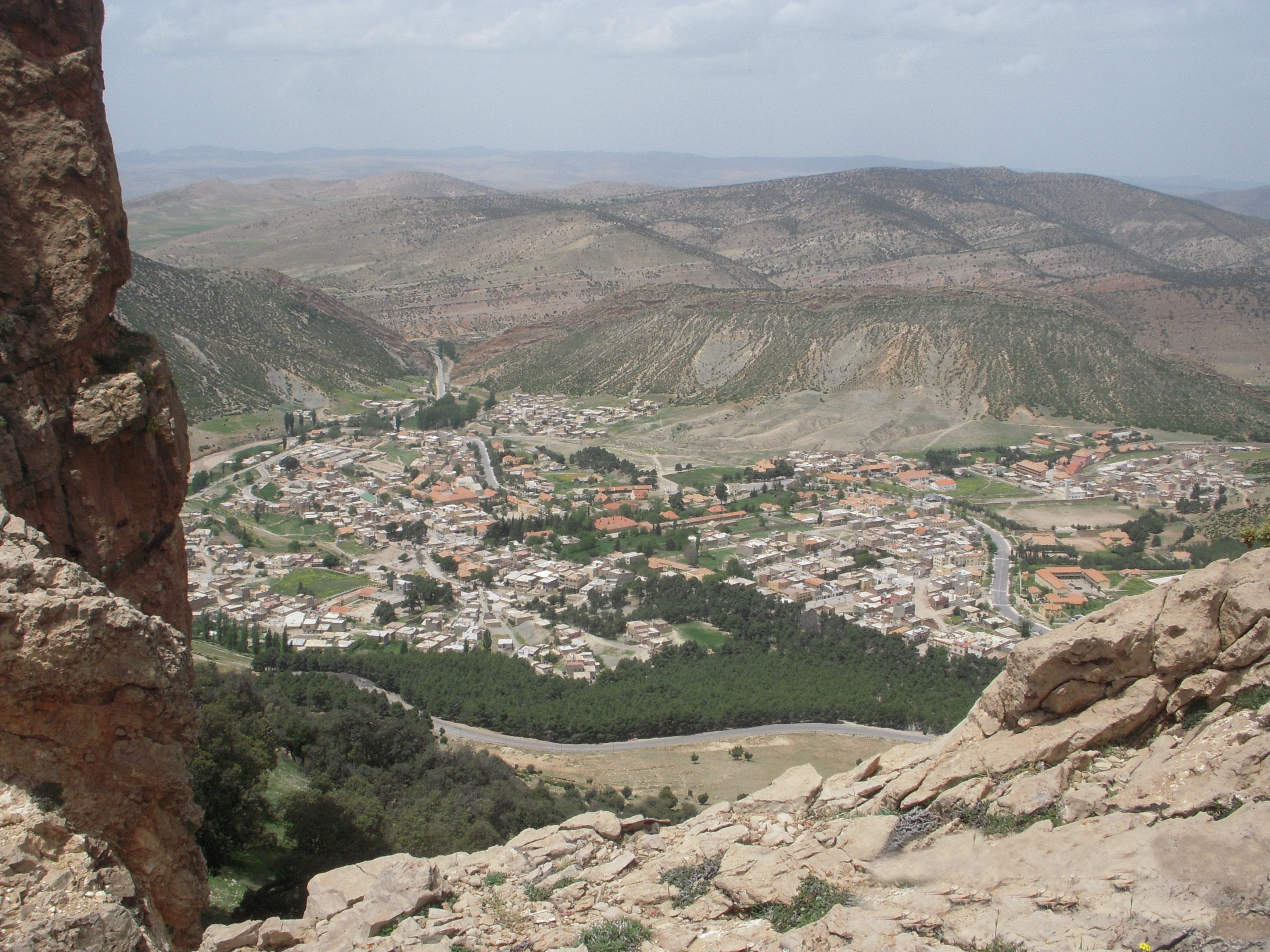
Vy över Boulemane.

Boulemane är en stad i Marocko och är administrativ huvudort för provinsen Boulemane som är en del av regionen Fès-Meknès. Folkmängden uppgick till 7 104 invånare vid folkräkningen 2014.